# Дивиза (Павија)
Дивиза је насеље у Италији у округу Павија, региону Ломбардија.
Према процени из 2011. у насељу је живело 46 становника. Насеље се налази на надморској висини од 87 м.